# Kunimakki, Koppa
Kunimakki là một làng thuộc tehsil Koppa, huyện Chikmagalur, bang Karnataka, Ấn Độ.